# 宁秀镇
宁秀镇，是中华人民共和国青海省黄南藏族自治州泽库县下辖的一个乡镇级行政单位。
原为宁秀乡，2019年撤乡设镇。

## 行政区划
宁秀镇下辖以下地区：
红城村、乎角日村、措夫顿村牧委会、宁秀村、热旭日村牧委会、仁宗村牧委会、赛龙村牧委会、赛日庆村、赛日旺村牧委会、秀恰村牧委会、直沟日村、直赛日村牧委会、尕强村牧委会、尕日当村牧委会和拉格日村牧委会。